# Communauté de communes de la Morinie
Die Communauté de communes de la Morinie war ein französischer Gemeindeverband mit der Rechtsform einer Communauté de communes im Département Pas-de-Calais in der Region Hauts-de-France. Sie wurde am 29. Dezember 1993 gegründet und umfasste sieben Gemeinden. Der Verwaltungssitz befand sich im Ort Thérouanne.

## Historische Entwicklung
Am 1. Januar 2017 wurde der Gemeindeverband mit 
- Communauté d’agglomération de Saint-Omer,
- Communauté de communes du Canton de Fauquembergues und
- Communauté de communes du Pays d’Aire

zur Communauté d’agglomération du Pays de Saint-Omer zusammengeschlossen.

## Ehemalige Mitgliedsgemeinden
1. Bellinghem (Commune nouvelle)
2. Delettes
3. Ecques
4. Heuringhem
5. Mametz
6. Saint-Augustin (Commune nouvelle)
7. Thérouanne